# Ȥ

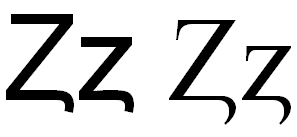

الحرف Ȥ هو حرف مشتق من الحرف Z اللاتيني استخدم في كتابة ألمانية وسطى عليا للتعبير عن الحرف Ʒ. واستخدم في اللغة الألمانية في العصور الوسطى لتمييز صوت س والذي يكتب حالياً S عن حرف Z الذي يلفظ تس.

## اليونيكود
- Ȥ (حرف كبير): U+0224
- ȥ (حرف صغير): U+0225